# 篠塚ひろむ
篠塚 ひろむ（しのづか ひろむ、1979年3月27日 - ）は、日本の漫画家。女性。福岡県出身で、現在は東京都在住。血液型はA型。
1999年から小学館の『ちゃお』および『ちゃおデラックス』にて活動中。当初は人間の恋愛を描いていたが、『ミルモでポン!』以降は人間と異種族たちの愉快な交流を題材にした児童向けのコメディー漫画（またはラブコメ）を描くようになり、2018年までに3本の連載がテレビアニメ化され、小学館と講談社の漫画賞を合わせて3回受賞している。
人気があっても完結した作品の続編を描かない主義であり、続編を描く事より新規の作品を描く事に力を入れている。

## 来歴・人物
1996年、自身が高校2年生の頃、出版社へと作品を初投稿する。その後も数回投稿するもののデビューには至らず、高校卒業と同時に一般会社へと就職。この頃には「自分は漫画家になれない」という諦めた気持ちから漫画への情熱は薄れていった、と語っている。しかし、旧友との再会を機に「もう1度頑張ってみよう」と思い、投稿開始。
投稿再開後から2作目の作品、「卓球少女」で1999年『ちゃおDX』夏号にて掲載され、念願のデビューとなった。
2001年、当初は読み切りのみで発表していた『ミルモでポン!』を連載化。同作はテレビアニメ化（『わがまま☆フェアリー ミルモでポン!』）されるとともに、様々な幼児向け玩具や絵本などの多岐に渡り商品化される大ヒットとなり、自身の代表作となった。2003年には第27回講談社漫画賞児童部門、第49回小学館漫画賞児童向け部門をそれぞれ受賞している。
2006年、『恋するプリン!』を連載開始。『ミルモでポン!』連載終了で燃え尽きた気持ちがあり、同作連載当初は「精神的にきつかった」と述べている。
2008年、『恋するプリン!』連載終了とともにニンテンドーDSより「恋するプリン!〜恋は大冒険!Dr.カンミの野望!?〜」としてゲーム化された。同年から『ちび☆デビ!』を連載開始。2011年にはNHK Eテレ『大!天才てれびくん』枠内でテレビアニメ化され、約2年半放送された。
2015年、『プリプリちぃちゃん!!』を連載開始。同作品は2017年に第63回小学館漫画賞児童向け部門を受賞。また、同作のテレビアニメが2017年4月から12月まで毎日放送製作・TBS系列全28局ネットにて放送。
2019年、『メロと恋の魔法』を連載開始。
『りぼん』（集英社）の漫画家で同じ福岡県出身の前川涼と仲が良い。

## 作品リスト

### 連載作品
- 恋はオン・エア!（『ちゃお』2000年4月号 - 同年6月号）
- 恋はゲームで!（『ちゃお』2000年8月号 - 同年10月号）
- ちぇんじ!（『ちゃお』2001年5月号 - 同年7月号）
- ミルモでポン!（『ちゃお』2001年9月号 - 2006年1月号）
- 恋するプリン!（『ちゃお』2006年4月号 - 2007年9月号）
  - 「恋するプリン!キュート☆」（『ちゃお』2007年11月号 - 2008年4月号）
- ちび☆デビ!（『ちゃお』2008年6月号 - 2014年12月号）
- プリプリちぃちゃん!![7]（『ちゃお』2015年4月号 - 2019年3月号）
- メロと恋の魔法（『ちゃお』2019年6月号 - 2021年1月号）
- ポンポコロボ アト＆スゥ（『ちゃお』2021年4月号 - 2023年2月号）
- ケモっちびより！（『ちゃお』2023年5月号[8] - ）

### 読切作品
- 卓球少女（『ちゃおデラックス』1999年夏号）
- 夢みるサンタクロース（『ちゃお』1999年12月号）
- 胸さわぎのアフタースクール（『ちゃおデラックス』2000年秋号）
- ファミリーゲーム（『ちゃおデラックス』2000年冬号）
- ミルモでポン!（『ちゃお』2001年3月号）
- キスミー!ダーリン（『ちゃおデラックス』2001年春号）
- ピコピコまりちゃん（『ちゃおデラックス』2005年秋号）
- プリンきら★モード（『ちゃお』2006年12月号） – 中原杏の『きらりん☆レボリューション』との合作

## 刊行作品

### コミックス
- 恋はオン・エア!
- 恋はゲームで!
- ちぇんじ!〜ちがうワタシになれたなら〜
- ミルモでポン!（全12巻）
  - ミルモでポン!メモリアルファンブック
- 恋するプリン!（全5巻）
- ちび☆デビ!（全11巻）
  - ちび☆デビ! 6.5公式ファンブック
  - だいすき ちび☆デビ!
  - ちび☆デビ!〜天界からの使者とチョコル島の謎×2!〜
- プリプリちぃちゃん!!（全7巻）
- メロと恋の魔法（全4巻）
- ポンポコロボ アト＆スゥ（全4巻）
- ケモっちびより！（既刊2巻）

### オムニバス作品
- らぶらぶ♥チェンジ!〜恋はいちずに!〜
- ココロ♥あみ→ご ウチらのキズナ
- プリンきら★モード ず〜っと親友!!
- ココロ♥あみ→ご よつばのハート
- ココロ♥あみ→ご 初めての両想い